# 8230 Перона
8230 Перона (8230 Perona) — астероїд головного поясу, відкритий 8 жовтня 1997 року.
Тіссеранів параметр щодо Юпітера — 3,600.